# Atletismo nos Jogos Pan-Americanos de 2003 - Revezamento 4x100 m feminino
A prova dos do Revezamento 4x100 m rasos feminino nos Jogos Pan-Americanos de 2003 foi realizada em 9 de agosto de 2003.

## Calendário
| Data        | Fase  |
| ----------- | ----- |
| 9 de agosto | Final |

## Medalhistas
| Ouro   | USA Angela Williams Consuella Moore Angela Daigle Lauryn Williams           |
| Prata  | CUB Dainelky Pérez Roxana Díaz Virgen Benavides Misleidys Lazo              |
| Bronze | JAM Lacena Golding-Clarke Judyth Kitson Shellene Williams Danielle Browning |

## Resultados
| Posição           | Nação                    | Atletas                                                                    | Tempo | Notas |
| ----------------- | ------------------------ | -------------------------------------------------------------------------- | ----- | ----- |
| Medalha de ouro   | USA Estados Unidos       | Angela Williams, Consuella Moore, Angela Daigle, Lauryn Williams           | 43.06 |       |
| Medalha de prata  | CUB Cuba                 | Dainelky Pérez, Roxana Díaz, Virgen Benavides, Misleidys Lazo              | 43.40 |       |
| Medalha de bronze | JAM Jamaica              | Lacena Golding-Clarke, Judyth Kitson, Shellene Williams, Danielle Browning | 43.71 |       |
| 4                 | TRI Trinidad e Tobago    | Keenan Gibson, Fana Ashby, Wanda Hutson, Kelly-Ann Baptiste                | 43.97 | NR    |
| 5                 | COL Colômbia             | Melisa Murillo, Digna Luz Murillo, Patricia Rodríguez, Norma González      | 45.13 |       |
| 6                 | DOM República Dominicana | Nelsy Delgado, María Carrión, Elizabeth Balbuena, Marleni Mejía            | 45.76 | NR    |
| 7                 | BAH Bahamas              |                                                                            | DNS   |       |